# Fakty i kommentarii
Fakty i kommentarii (Russisch: Факты и комментарии, Feiten en reacties) is een Oekraïens boulevardblad.
De krant werd in augustus 1997 opgericht en verschijnt in de Russische taal. Met circa 1,1 miljoen abonnementen is Fakty i kommentarii het grootste dagblad van het land, gevolgd door Segodnja als tweede. De krant wordt geleid door Viktor Pintsjuk, een zoon van de voormalige Oekraïense president Leonid Koetsjma. De hoofdredactie zit in Kiev.
De krant verschijnt van dinsdag tot en met zaterdag vijf keer per week en brengt nieuws over actuele politieke gebeurtenissen, soms ook interviews, maar zonder diepgaande analyse. Fakty i kommentarii is al jaren leidinggevend op de Oekraïense markt voor gedrukte media. De verkoop neemt de laatste jaren met name af in Kiev, waar Fakty door de verkoop van Segodnja enigszins wordt ingehaald.